# Vuohijärvi
Der Vuohijärvi ist ein See in den finnischen Landschaften Südsavo und Kymenlaakso.
Der See hat eine Fläche von 86,24 km² und liegt auf einer Höhe von 76,6 m.
In seinem Einzugsgebiet liegen die Seen Puula und Kyyvesi.
Sein Wasser fließt über die Seen Niskajärvi und Pyhäjärvi dem Kymijoki zu.